# IC 5335
IC 5335 — галактика типу S0 (спіральна галактика) у сузір'ї Тукан.
Цей об'єкт міститься в оригінальній редакції індексного каталогу.